# George Catlin
Pour les articles homonymes, voir Catlin.
George Catlin (Wilkes-Barre, Pennsylvanie, 1796 - Jersey City, New Jersey, 1872) est un artiste-peintre américain spécialisé dans la représentation des Autochtones de l’Amérique ainsi que de leurs us et coutumes.

## Biographie

### Premières années
George Catlin est né le 26 juillet 1796 à Wilkes-Barre, en Pennsylvanie, au sein d’une famille aisée. Intéressé par l'art dès son plus jeune âge, son père le pousse cependant à faire des études de droit auprès du juriste Tapping Reeve (en) à Litchfield dans le Connecticut et Catlin est admis au barreau en 1818.
En 1821, il abandonne une brillante carrière d'avocat pour se consacrer à sa passion, et s'installe comme peintre portraitiste à Philadelphie. Cependant, la concurrence est rude et il peine à s'attirer les faveurs du public et de la critique. En 1824, Catlin rencontre le chef sénéca Red Jacket et obtient l'autorisation de réaliser son portrait. Il esquisse alors le rêve de réaliser une série de peintures historiques sur les peuples autochtones d'Amérique du Nord afin de laisser un témoignage de leurs us et coutumes avant qu'ils ne disparaissent.

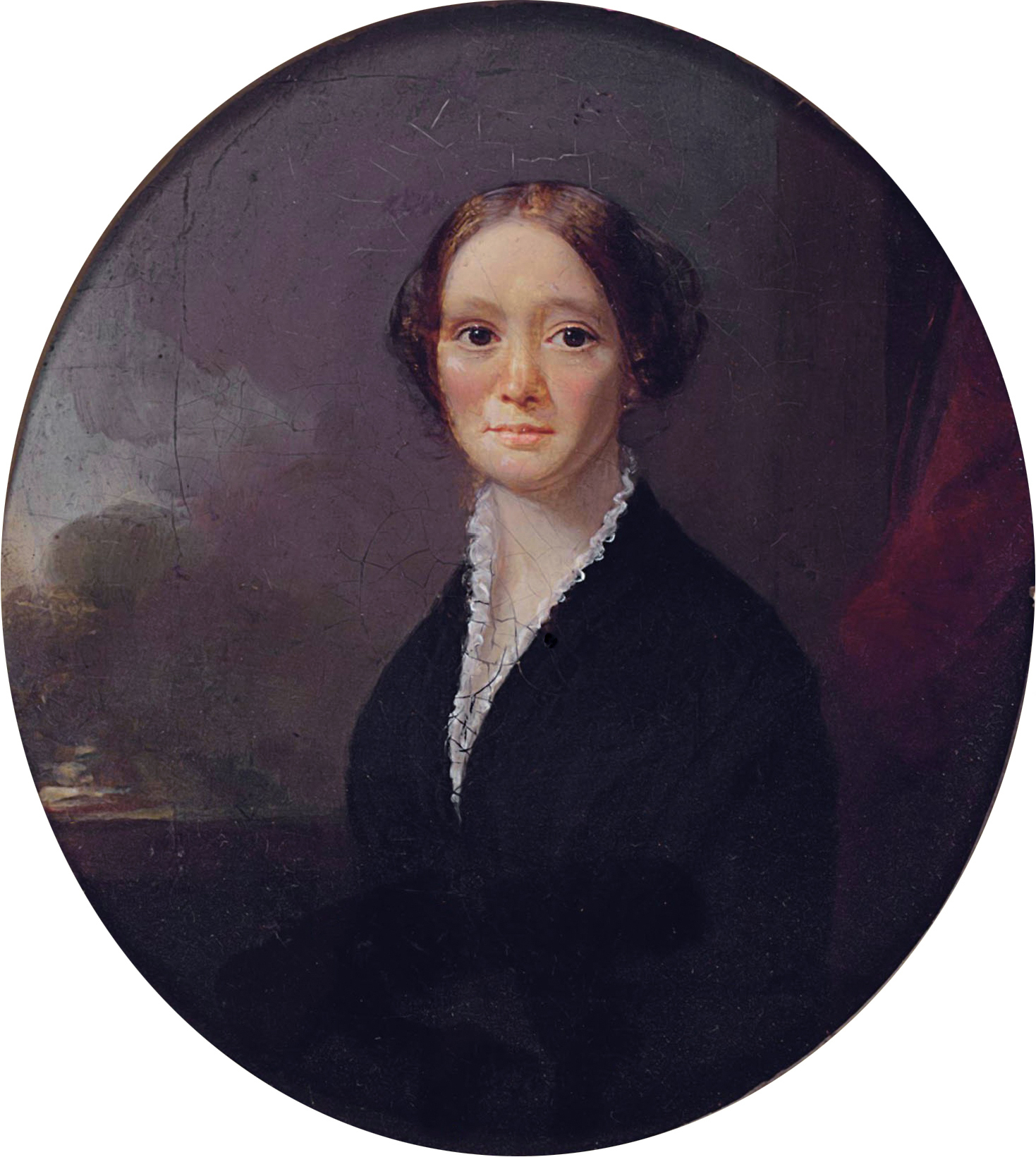
Portrait de Clara Bartlett Gregory Catlin par George Linen.

Catlin épouse Clara Gregory le 10 mai 1828 puis le couple part s'installer à New York. Cette même année, il réalise les portraits d'une délégation de Winnebagos se rendant à Washington mais n'obtient pas plus de succès.

### Voyages dans l'Ouest
Décidé à aller peindre les Amérindiens directement sur leur lieu de vie, Catlin part en 1830 pour Saint-Louis dans le Missouri. Là, il fait la rencontre de William Clark, surintendant des affaires indiennes en poste à Saint-Louis, qui l'autorise à l'accompagner à Prairie du Chien dans l'actuel Wisconsin où il doit négocier un traité avec les Sioux, Sauk et Fox, Omahas, Iowas, Otos et Missouris. À son retour, il peint son premier tableau d'Amérindiens de l'Ouest au cantonnement Leavenworth dans le Kansas actuel, puis retourne dans l'Est en 1831.

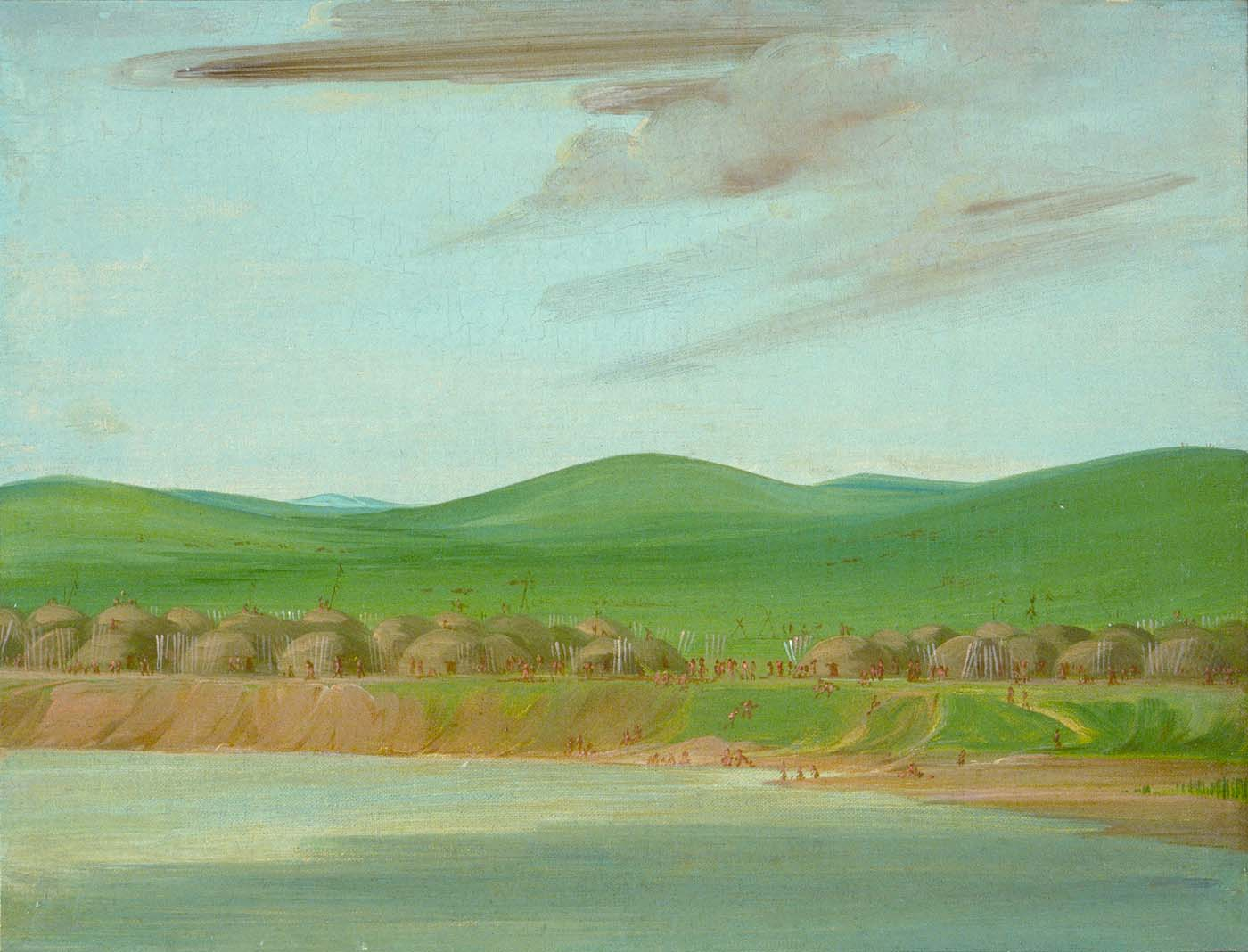
Village arikara peint par Catlin en 1832 au cours de sa remontée du Missouri à bord du Yellow Stone.

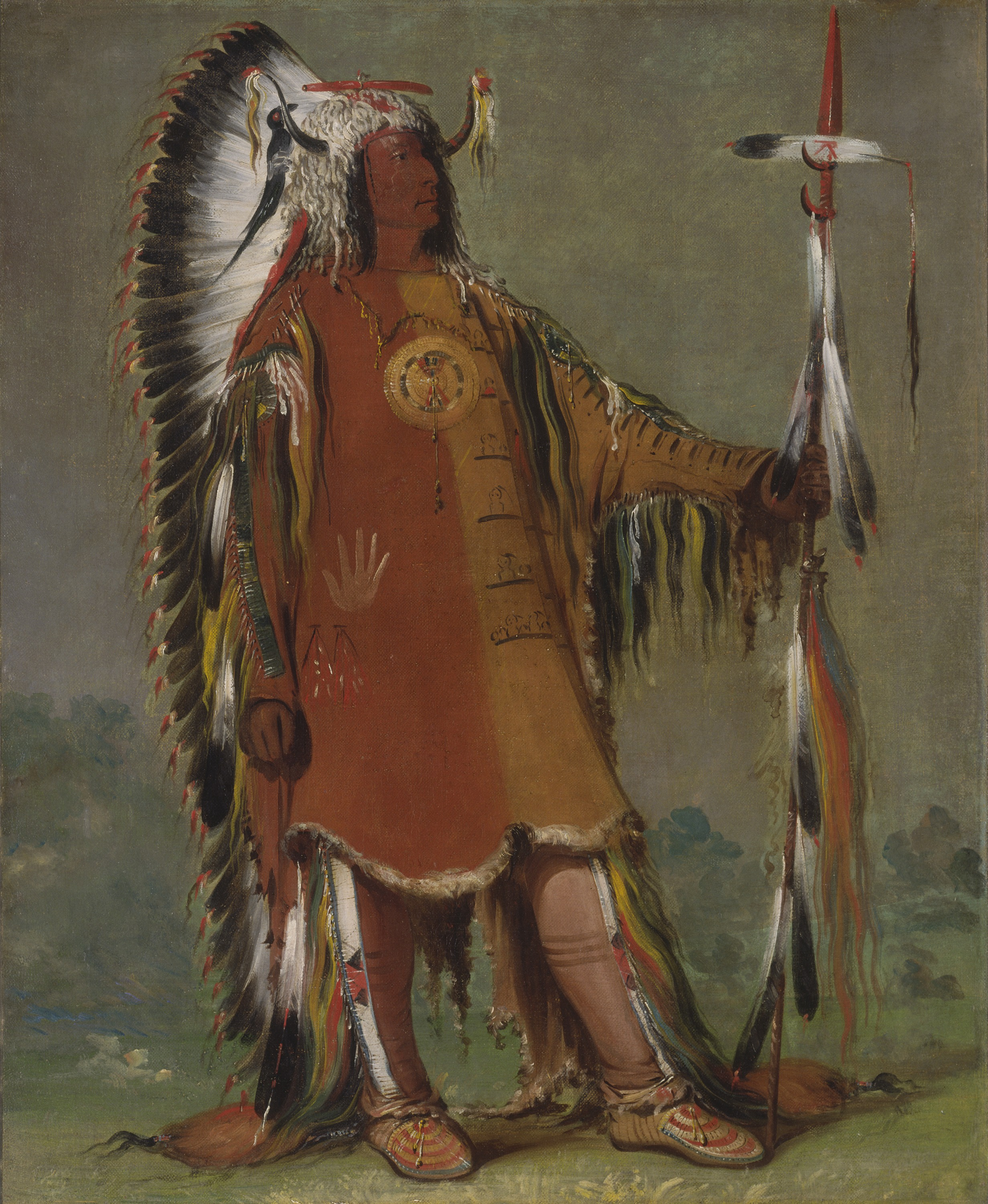
Le chef mandan Máh-to-tóh-pa peint par Catlin en 1832.

En 1832, il entreprend un voyage dans le haut Missouri, avec pour objectif d'atteindre Fort Union à la frontière actuelle entre le Dakota du Nord et le Montana. Il embarque le 26 mars sur le Yellow Stone, un bateau à vapeur de l'American Fur Company qui fait la liaison entre Saint-Louis et les différents postes de traite établis le long de la rivière Missouri, et profite du voyage pour peindre les paysages qu'il rencontre. Lorsque le bateau s'échoue sur un banc de sable, Pierre Chouteau, l'un des dirigeants de l'American Fur Company, décide de partir à pied avec 20 hommes pour rejoindre Fort Pierre situé à 320 km de là. Catlin choisit de l'accompagner et ils atteignent Fort Pierre une semaine plus tard. Là, il esquisse de nombreux portraits des Sioux campant aux alentours du poste de traite, se concentrant sur les visages et prenant note des vêtements, coiffures et objets qu'il intégrera à la toile une fois rentré dans l'Est. D'abord méfiants, les Amérindiens sont ensuite convaincus par l'un de leurs chefs qu'il s'agit d'une « bonne médecine ». Catlin reprend ensuite son voyage à bord du Yellow Stone et atteint Fort Union en juin 1832. Il réalise des portraits des Pieds-Noirs qui visitent le fort puis après quelques semaines, décide d'embarquer à la mi-juillet avec deux Franco-canadiens sur une pirogue pour accomplir le voyage de retour jusqu'à Saint-Louis. Ils s'arrêtent longuement chez les Mandans et s'attache à documenter leur culture. Il visite ensuite les Hidatsas avant de reprendre leur voyage, s'arrêtant régulièrement pour peindre les paysages. Catlin et ses compagnons arrivent finalement à Saint-Louis en octobre 1832, après une halte au cantonnement Leavenworth où il a pu réaliser des portraits des Iowas, Kaws, Missouris, Omahas, Otos et Pawnees venus commercer avec les Blancs. Il retourne ensuite dans l'Est où il achève ses peintures esquissées au cours de son voyage puis les présente à Pittsburgh, Cincinnati et Louisville.

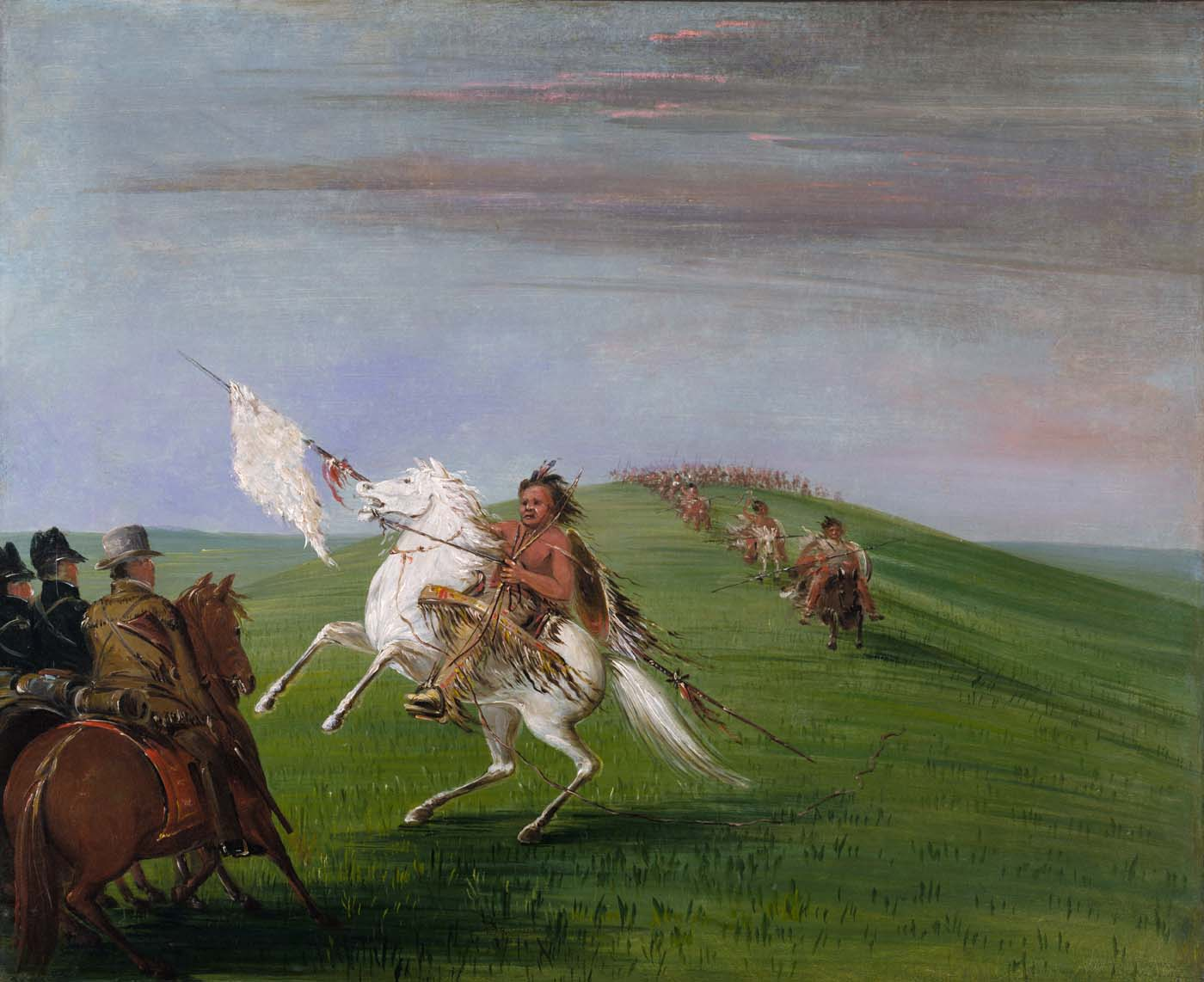
Comanches rencontrant les dragons américains. Peinture de George Catlin.

En 1834, le secrétaire à la Guerre Lewis Cass l'autorise à accompagner le brigadier-général Henry Leavenworth dans une expédition visant à établir des relations avec les Comanches dans le Sud-Ouest. Partie en juin de fort Gibson (en) dans l'actuel Oklahoma, l'expédition parcourt des centaines de kilomètres dans la région de la rivière Rouge avant de rencontrer un groupe de Comanches qui après leur avoir fait une démonstration de leurs talents équestres les accompagnent jusqu'à leur village. Catlin réalise plusieurs peintures des chefs et de leur vie quotidienne avant de tomber gravement malade, comme une grande partie des membres de l'expédition. Après avoir laissé les hommes malades dans un camp à proximité du village comanche, le colonel Henry Dodge poursuit l'expédition tandis que Catlin, après une courte convalescence décide de repartir seul jusqu'à Saint-Louis,. Au cours du voyage, près de 150 hommes sur les 500 au départ sont morts, dont le général Leavenworth.
Au début de 1835, Catlin et son épouse se rendent à La Nouvelle-Orléans où il expose ses peintures et donne des conférences sur les Amérindiens. Ils remontent ensuite le Mississippi jusqu'à Fort Snelling dans le Minnesota où il peint des portraits des Ojibwés.

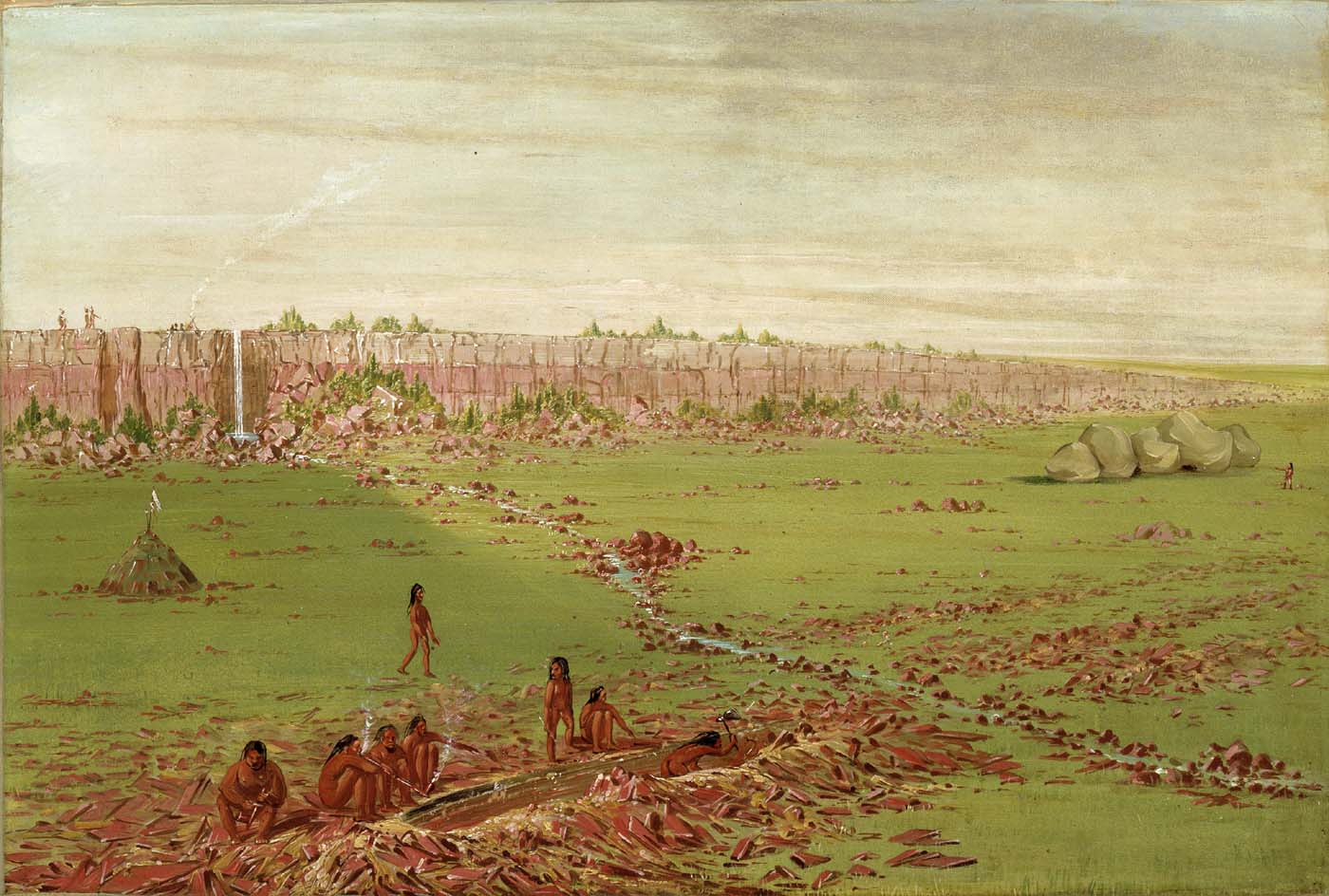
Peinture de la carrière de Pipestone par Catlin.

L'année suivante, Catlin entreprend un dernier voyage dans l'Ouest afin de voir la carrière de Pipestone où les Amérindiens extraient une pierre rouge, plus tard appelée catlinite, qu'ils utilisent pour fabriquer les fourneaux de leurs calumets.

## Œuvre

### Galerie indienne
En 1838, Catlin crée l'Indian Gallery, destinée à rassembler le matériel qu'il a constitué. Elle est présentée sur la côte est des États-Unis, ainsi qu'en Europe, où elle rencontre un grand succès. Ces toiles bénéficient d'un plus large accueil populaire que celles de Karl Bodmer, qui a souvent peint les mêmes sujets en 1832-1834.
En 1845, le roi des Français Louis-Philippe Ier reçoit Catlin au palais des Tuileries, accompagné d'une troupe de danseurs iowas. Ces derniers interprètent un spectacle de danses traditionnelles. Le roi et la Cour sont charmés et impressionnés par le coup de pinceau artistique du maître qui peint l'évènement. Louis-Philippe commande une série de toiles de l'artiste. Ces œuvres sont aujourd'hui exposées au musée du Quai Branly.
En 1852, victime d'une spéculation financière, Catlin fait faillite et doit vendre son Indian Gallery. S'intégrant difficilement à la vie urbaine, il repart en voyage parmi les tribus d'Indiens. En 1860, il tente l'exploration de la jungle équatoriale sud-américaine, mais n'y retrouve pas son rapport particulier avec le monde amérindien.
Il meurt le 23 décembre 1872 à Jersey City dans le New Jersey et est enterré au cimetière de Green-Wood à Brooklyn.

### Publications
- Illustrations of the manners, customs and conditions of the North American Indians, Philadelphie, 1844
- Catalogue raisonné de la Galerie Indienne, Imprimerie de Wittersheim, Paris, 1845
- Catlin's Notes of eight years' travels and residence in Europe with the North American Indian collection, Londres, 1848
- The breath of life, 1862 ( le souffle de vie)

Rééditions
- Les Indiens d'Amérique du Nord, traduction de Danièle et Pierre Bondil (introduction de Peter Matthiessen), éditions Albin Michel, 1992
- La Vie chez les Indiens. Ed. 1863, Hachette/BnF, 2012  (ISBN 9782012564664)

### Peinture
Son œuvre offre un témoignage essentiel sur la culture amérindienne.
Son style est caractérisé par un trait synthétique et un minimalisme des couleurs, révélateur des conditions difficiles de ses voyages, et de la rapidité d'exécution nécessaire.
En France, des tableaux de Catlin sont conservés au Musée du Quai Branly, au musée de la Chasse et de la Nature, et au Musée de Blérancourt. Une exposition consacrée à son oeuvre et à celle de Karl Bodmer s'est tenue du 7 juillet au 27 novembre 2023 au Musée du Nouveau Monde de La Rochelle.
- Nuage blanc, tête du chef Iowas, 1844-1845, huile sur toile, 71 × 58 cm, National Gallery of Art, Washington[25]
- Indiens K'nisteneux attaquant deux grizzlis, 1861-1869, Huile sur carte marouflée sur carton, 47 × 63 cm, National Gallery of Art, Washington[25]

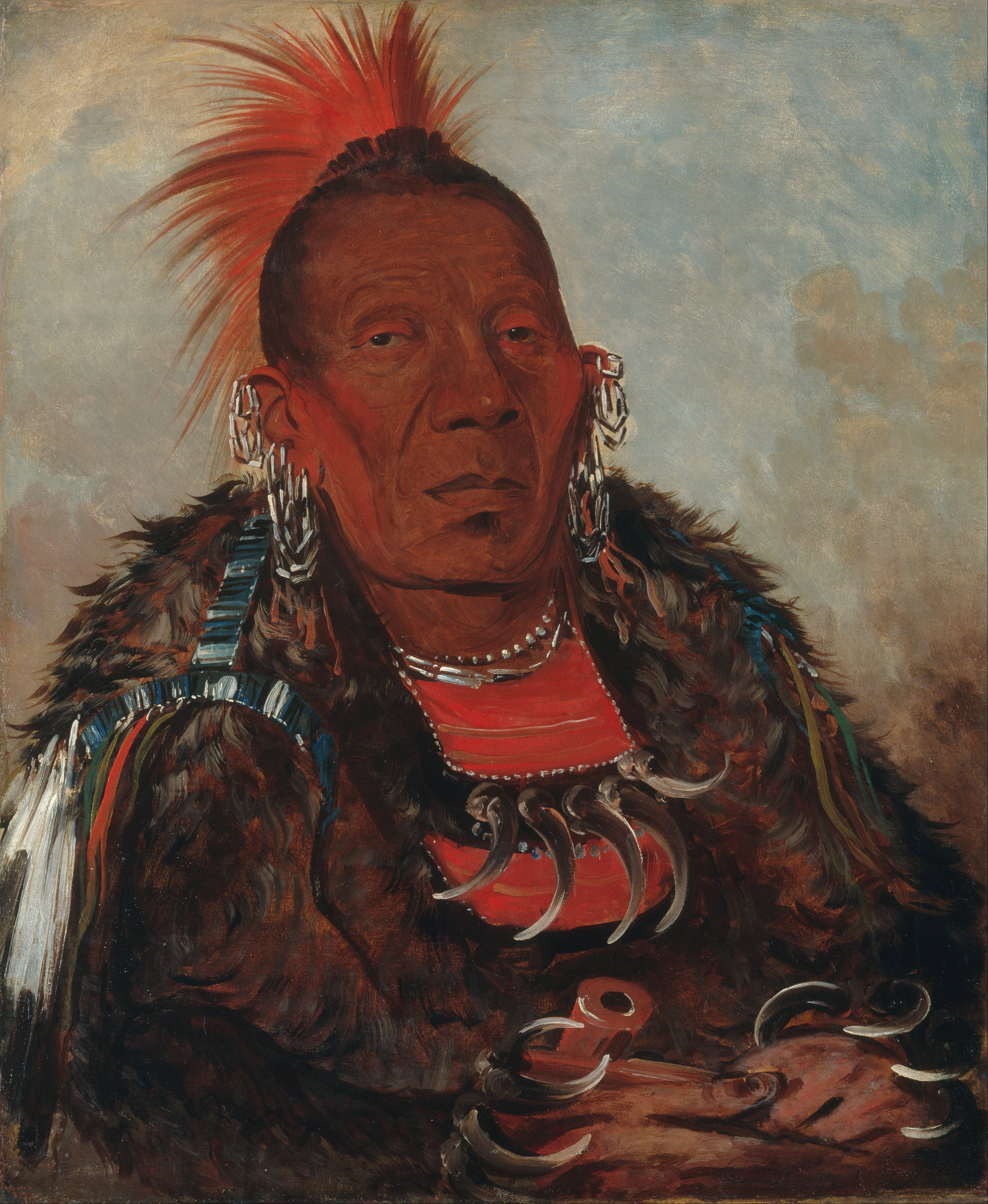
George Catlin - Wah-ro-née-sah, chef de tribu
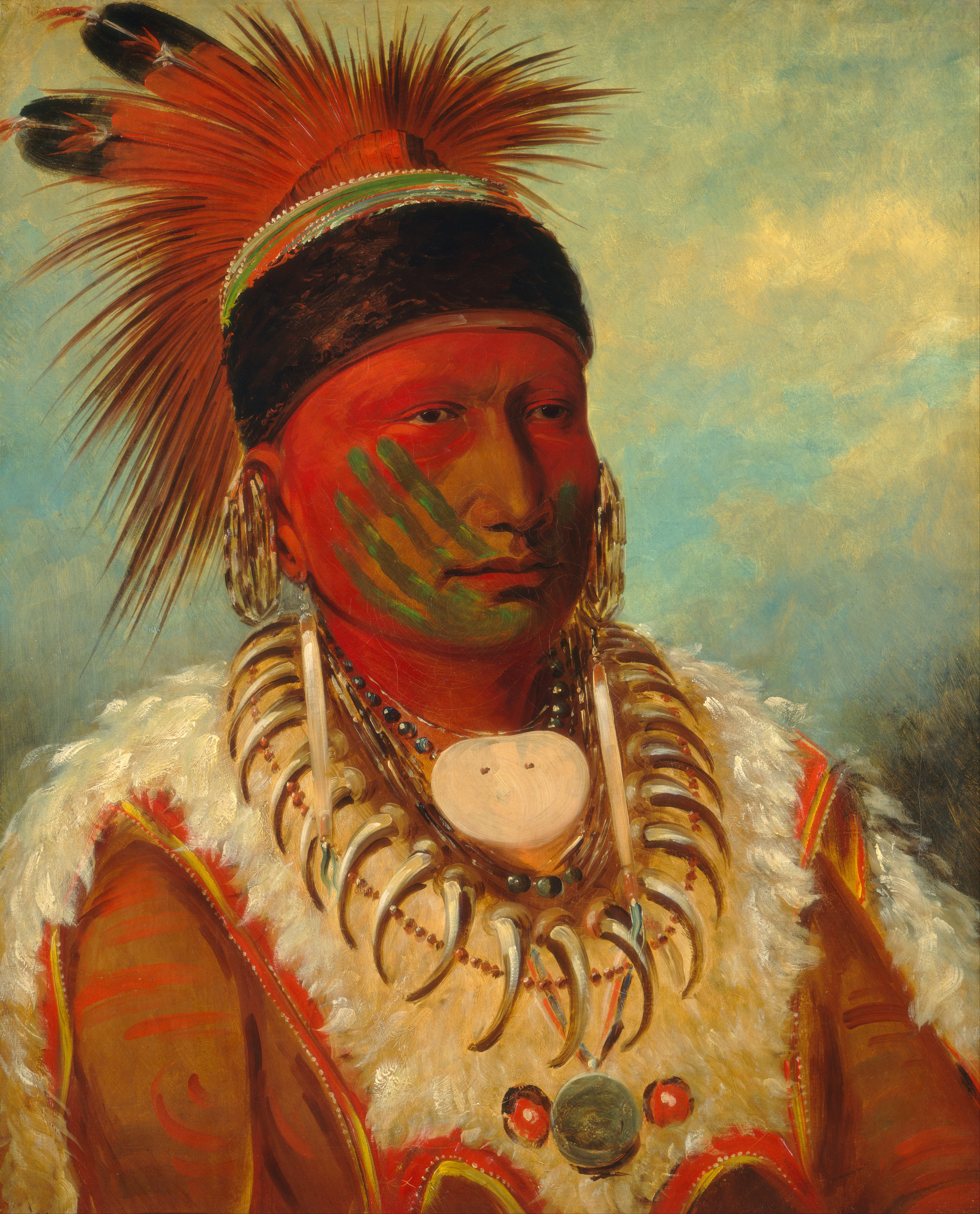
Nuage blanc, chef des Iowas, 1844-1845 National Gallery of Art, Washington
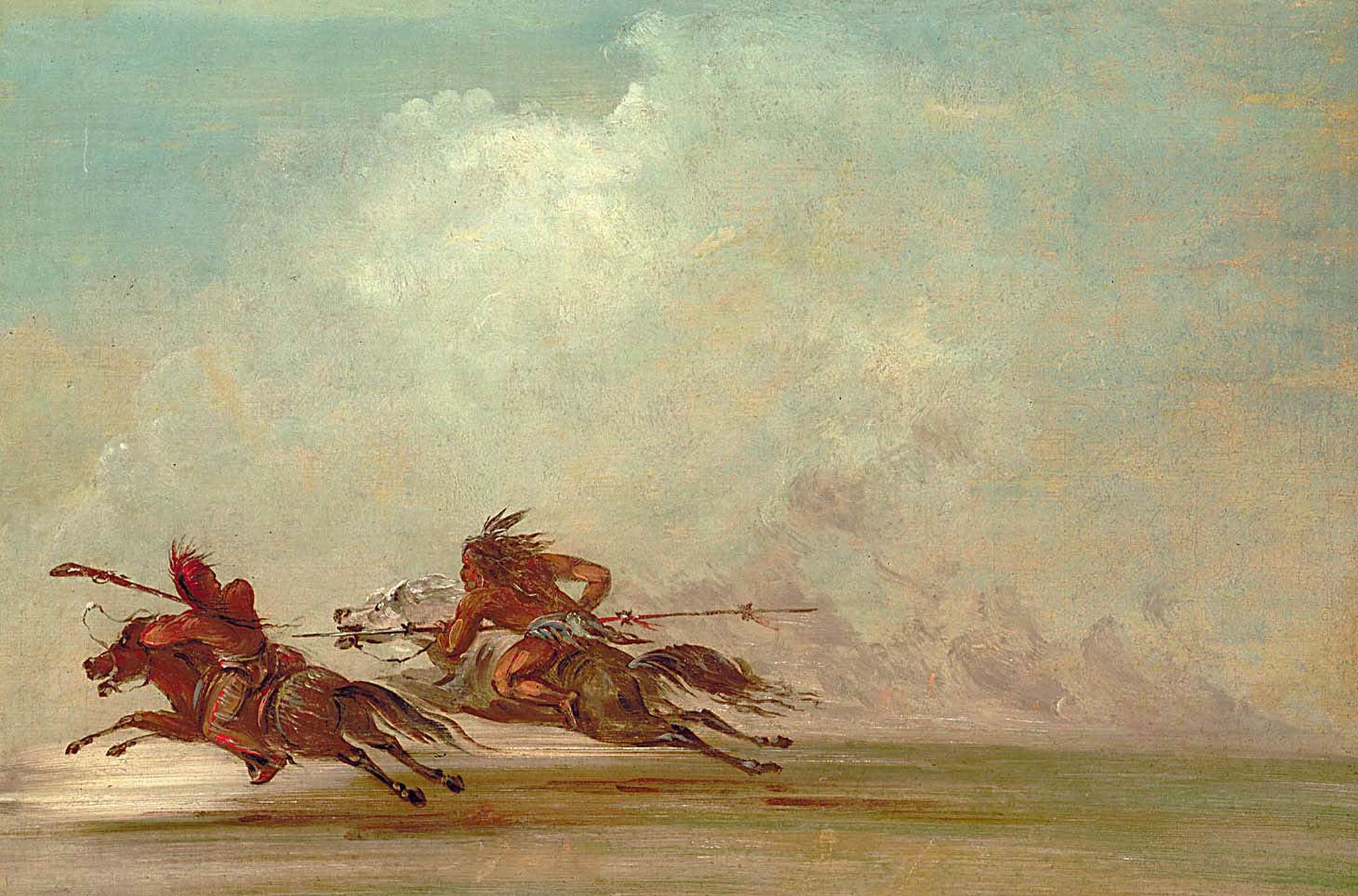
Guerre dans les plaines, 1834
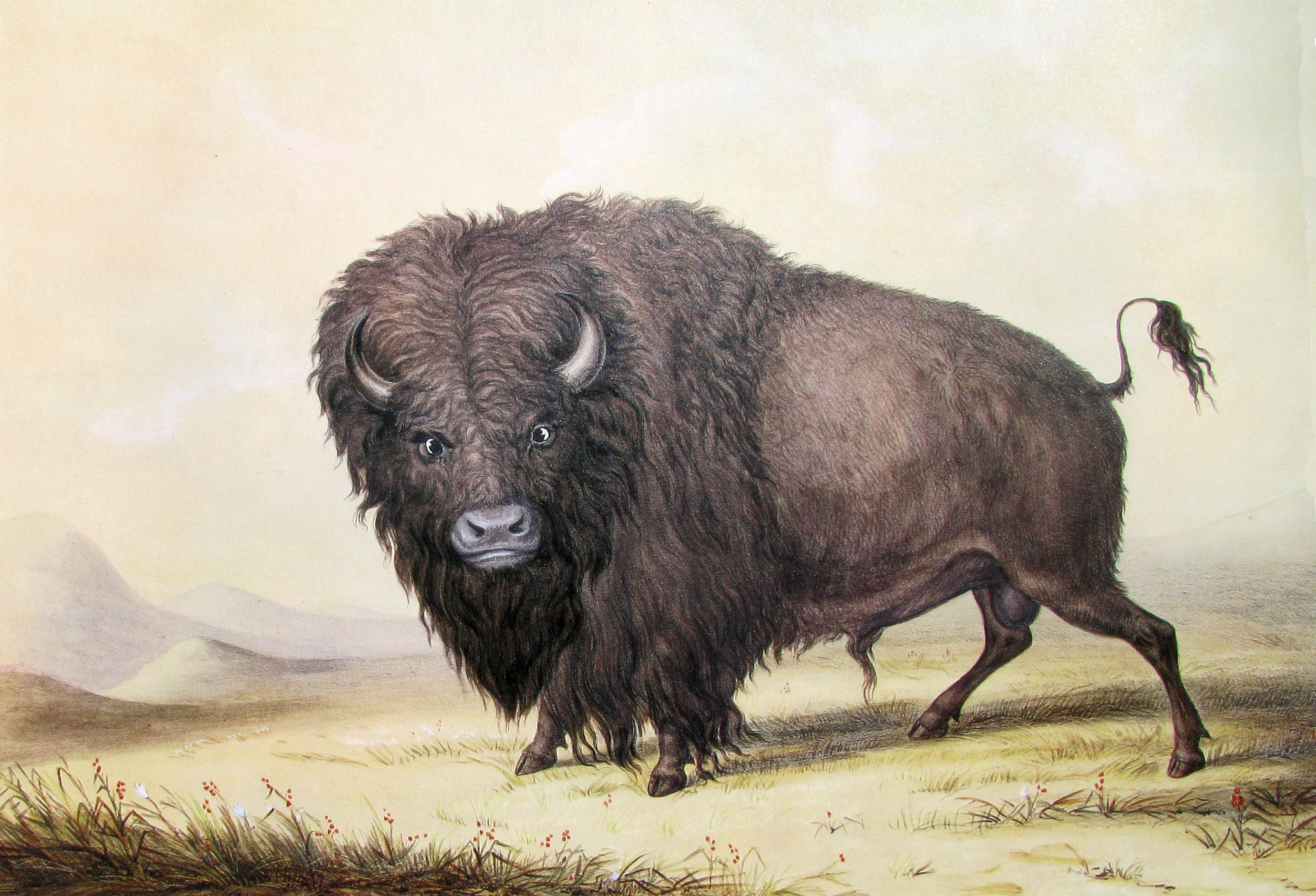
Buffle mâle, 1845 lithographie d'une peinture
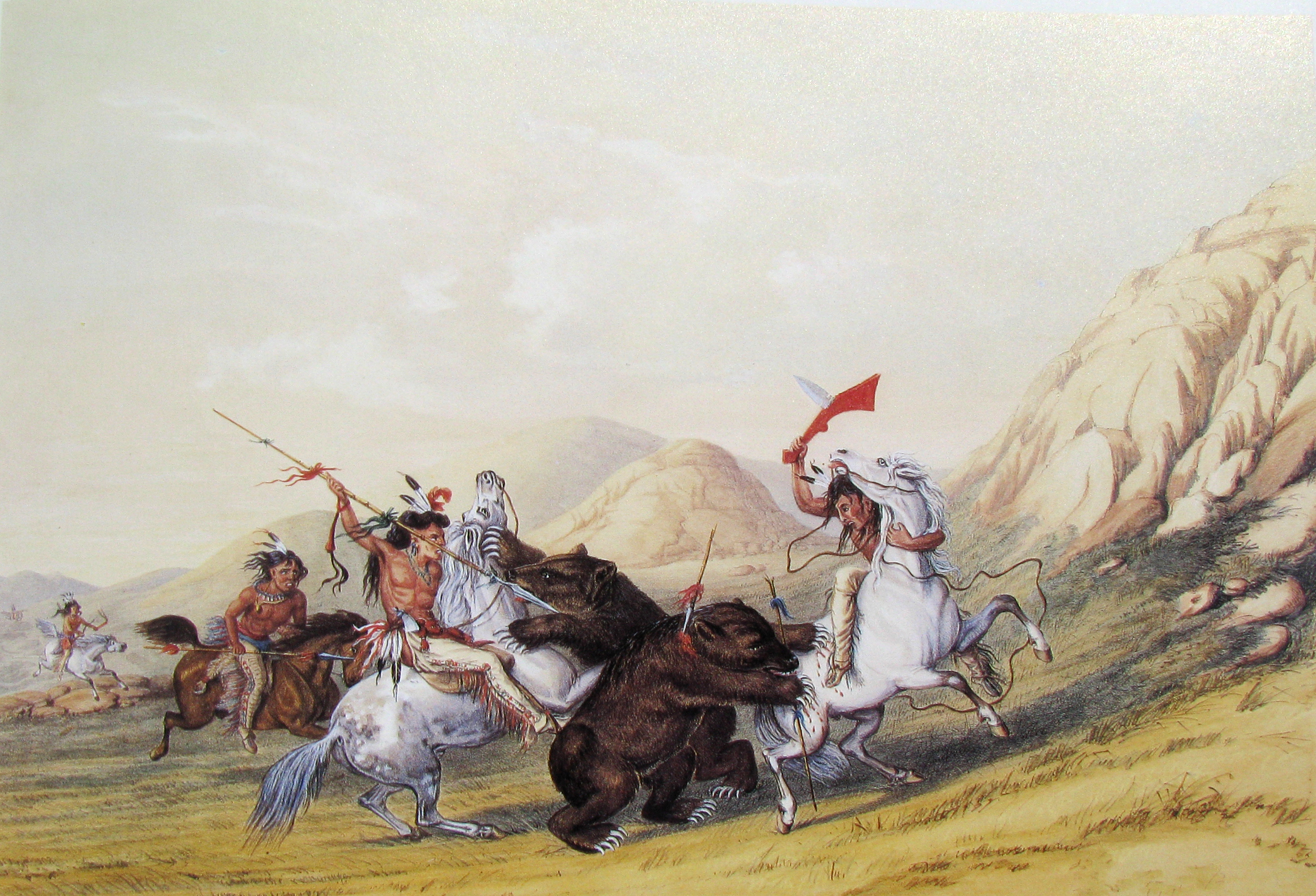
Indiens K'nisteneux attaquant deux grizzlis, 1861-1869 National Gallery of Art, Washington

#### Roman
- Patrick Grainville, Bison (roman sur George Catlin et les Indiens des Plaines), éditions du Seuil, janvier 2014  (ISBN 2021138895)

### Filmographie
- Birds of America, documentaire de Jacques Lœuille sorti en 2022 Dans ce film, qui traite des voyages de Jean-Jacques Audubon et de son œuvre Les Oiseaux d'Amérique, sont également présentées et commentées de nombreuses peintures de Catlin.